# Hochgall
Hochgall (italsky Monte Collalto, 3436 m n. m.) je hora v pohoří Rieserferner v italské oblasti Tridentsko-Horní Adiže. Nachází se asi 5 km severozápadně od průsmyku Staller Sattel (2052 m n. m.) a přibližně 20 km severně od městečka Toblach. Pod severními svahy hory se rozkládá ledovec Hochgall Ferner, pod západními ledovec Östlicher Rieserferner. Jako první vystoupil na vrchol v roce 1854 Hermann van Acken. Hochgall je nejvyšší horou pohoří Rieserferner.
Z rakouské strany lze na vrchol vystoupit od chaty Barmer Hütte (2610 m n. m.), z italské od chaty Rifugio Roma (2276 m n. m.).